# Antonín Hardt
Antonín Hardt (* 5. srpna 1935 Praha) je český herec.

## Životopis
Narodil se sice v Praze, ale mládí strávil v severočeském Liberci. Tam vystudoval gymnázium. Následně se vrátil zpět do hlavního města, kde studoval herectví na Divadelní fakultě Akademie múzických umění (DAMU). Vysokoškolská studia úspěšně zakončil roku 1957. Následně odešel do Jihočeského divadla v Českých Budějovicích, odkud se v roce 1971 vrátil zpět do Prahy a až do roku 1980 byl v angažmá ve Vinohradském divadle. Pak se stal ředitelem Hudebního divadla Karlín a vyučoval také na DAMU. V roce 2006 obdržel ocenění Senior Prix udělované nadací Život umělce. Je politicky angažovaný, byl členem Komunistické strany Československa (KSČ) a posléze podporuje též Komunistickou stranu Čech a Moravy (KSČM).

## Dílo
Hrál mimo jiné v následujících filmech a seriálech:
- Návštěva z oblak (1955): mladý družstevník
- Florenc 13,30 (1957): první ze skupiny zpěváků
- Zatykač na královnu (1973): Habart
- Noc klavíristy (1976)
- Pátek není svátek (1979): Ota
- Smrt talentovaného ševce (1982): poručík Beránek, spolupracovník kapitána Exnera (dle románu Václava Erbena)
- seriál Vlak dětství a naděje (1985): kupec Glock
- seriál Zlá krev (1986)
- seriál Gottwald (1986): Zdeněk Nejedlý
- Jak básníkům chutná život (1987): děkan
- seriál Rodáci (1988): závodčí Klíma
- seriál Náhrdelník (1992)
- seriál Četnické humoresky(2007): rabín
- seriál Kapitán Exner (2017): profesor
- seriál Špunti na cestě (2022): Soukup

## Práce pro rozhlas
- 1979 Čertův švagr, na motivy pohádky Boženy Němcové, účinkují: Jan Hartl, Libuše Havelková, Vladimír Bičík, Antonín Hardt, Věra Kubánková, Ladislav Mrkvička, Sylva Sequensová, Naďa Konvalinková, Svatopluk Beneš a další. Připravil František Pavlíček, režie: Karel Weinlich.
- 1991 Tři veteráni. Na motivy Jana Wericha napsala Helena Sýkorová. Hráli: Ladislav Mrkvička, Karel Heřmánek, Alois Švehlík, Věra Kubánková, Jitka Molavcová, Yvetta Blanarovičová, Josef Vinklář, Michaela Kuklová, Jiří Lír, Jiří Binek, Antonín Hardt, Dagmar Weinlichová a František Němec. Hudba Miroslav Kořínek. Dramaturgie Eva Košlerová. Režie Karel Weinlich.
- 1993 Václava Ledvinková: A pak že nejsou hastrmani. Na motivy pohádky Jana Drdy pro rozhlas napsala Václava Ledvinková. Hudba Tomáš Vránek. Dramaturgie Eva Košlerová. Režie Karel Weinlich. Účinkují: Michal Dlouhý, Jiří Langmajer, Vlastimil Brodský, František Němec, Sylva Sequensová, Alois Švehlík, Antonín Molčík, Pavel Pípal, Ladislav Mrkvička, Tereza Duchková, Václav Neckář, Mirko Musil, Antonín Hardt, Gaston Šubert, Pavel Karbusický a Jiřina Inka Šecová.[3]